# Waldemar Zillinger

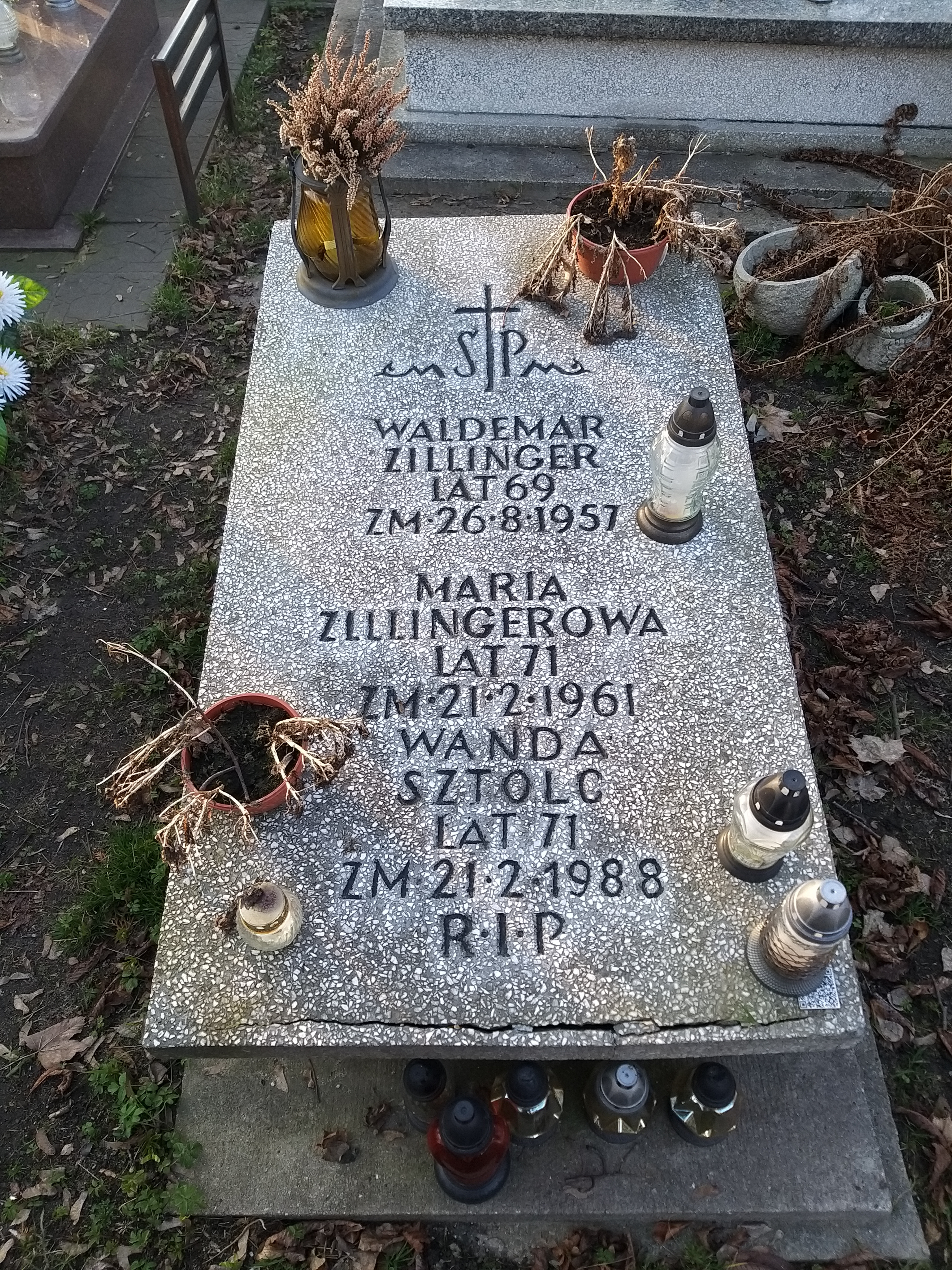
Grób Waldemara Zillingera i jego rodziny na Cmentarzu ewangelickim w Sosnowcu - 8 marca 2024

Waldemar Zillinger (ur. 18 stycznia 1888 w Radomiu, zm. 26 sierpnia 1957 w Sosnowcu) – polski fizyk, nauczyciel.

## Życiorys
Od 1933 roku dyrektor IV Liceum Ogólnokształcącym im. Stanisława Staszica w Sosnowcu, za którego to kadencji szkoła osiągnęła bardzo wysoki poziom nauczania. W czasie okupacji uważany za dyrektora i przełożonego sosnowieckiego tajnego nauczania. Po II wojnie światowej wznowił działalność szkoły. Ostatecznie przeniesiony do VIII Liceum Ogólnokształcącego im. Wilhelma Piecka w Katowicach. Pochowany na cmentarzu ewangelickim w Sosnowcu.
Autor pełnego zestawu zadań z fizyki dla szkół średnich, używanego przez kilka pokoleń uczniów (więcej niż 25 wydań, w tym ostatnie w 2002 r.).